# Luck Be a Lady
Luck Be a Lady es una canción escrita por Frank Loesser en 1950 e interpretada por Robert Alda en el musical Guys and Dolls, estrenado el 8 de enero de 1951.
La letra de la canción está desarrollada desde el punto de vista de un jugador, Sky Masterson, que espera ganar una apuesta, cuyo resultado decidirá si es capaz de salvar su relación con la chica de sus sueños.

## Interpretaciones y versiones
Marlon Brando cantó la canción en 1955 en la versión cinematográfica del musical.
Jack Jones la grabó en su álbum de 1964, Bewitched, con arreglos de Shorty Rogers.
Posteriormente, se convirtió en una canción interpretada por Frank Sinatra, lanzada por primera vez en su álbum Sinatra '65, lanzado en el Reprise Musical Repertory Theatre. También ha sido grabada a dúo por Sinatra y Chrissie Hynde en Duets II (1994) y por Barbra Streisand para su álbum Back to Broadway.